# 티나 리큐르
티나 리큐르(TINA liqueur)는 아토컴퍼니에서 생산/판매하는 리큐르의 상품명이다. 천연딸기의 청과 전통 주정을 사용하여, 그 단맛과 향이 특징이다. 알코올 함량은 16%로 일반 소주보다 조금 낮다.
국내산 신선한 딸기로 만들며 병 하단부의 LED로 어두운 곳에서 분위기를 낼 수 있는 것이 특징이다. 이 브랜드명은 아토컴퍼니의 대표 조장환이 지은 것으로, '티난다'라는 순수 우리말에서 착안했다.<ref>
<ref>

## 용량
- 750ml

## 연표
- 2018년 6월 : 티나 리큐르 출시
- 2019년 11월 : 2019 대한민국 우리술 품평회 우수상 수상
- 2020년 8월 : 홈파티 키트 출시

## 같이 보기
- 전통주
- 리큐르
- 한국의 술

1. ↑컨슈머타임즈 [초대석] 조장환 아토컴퍼니 대표 2021.02.01 http://www.cstimes.com/news/articleView.html?idxno=449106

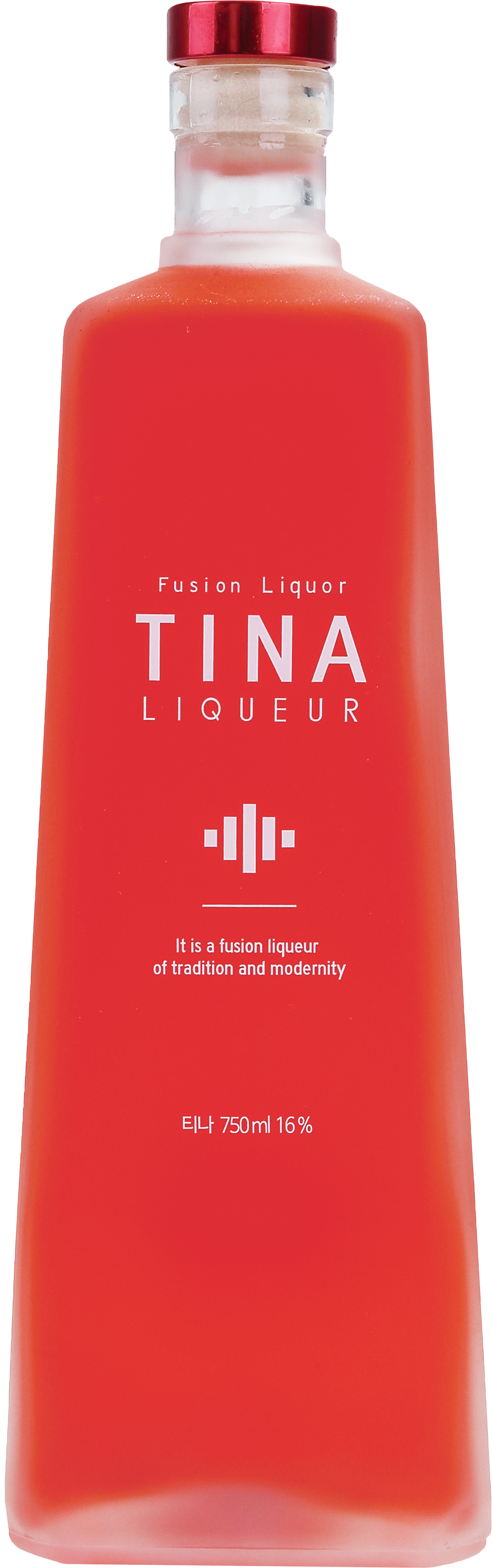
TINA Liqueur

제품 소개 TINA liqueur